# Gyronotus fimetarius
Gyronotus fimetarius là một loài bọ cánh cứng trong họ Bọ hung (Scarabaeidae).